# Bateau tortue

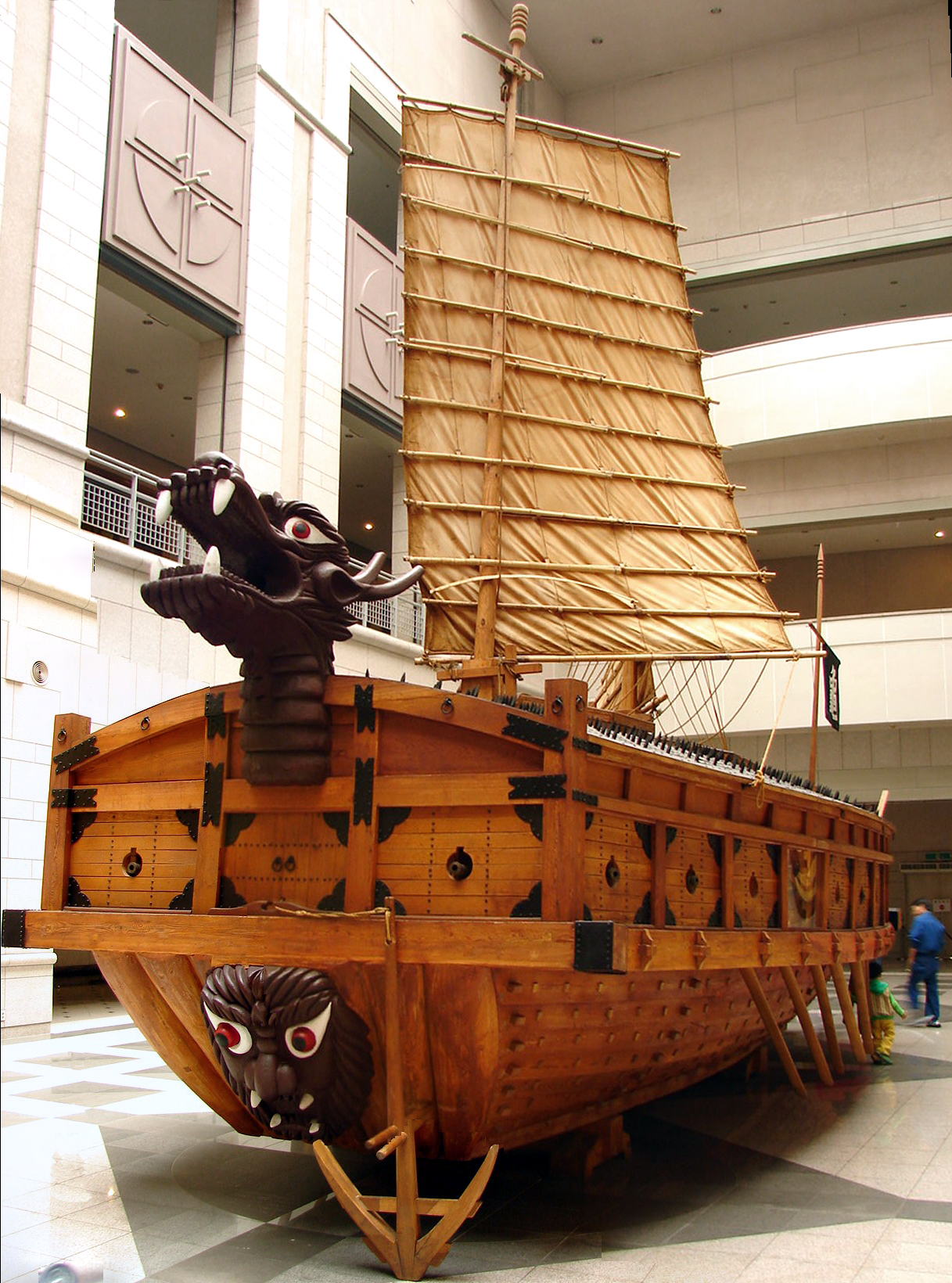
Bateau tortue exposé au Mémorial de la guerre de Séoul (Corée du Sud).

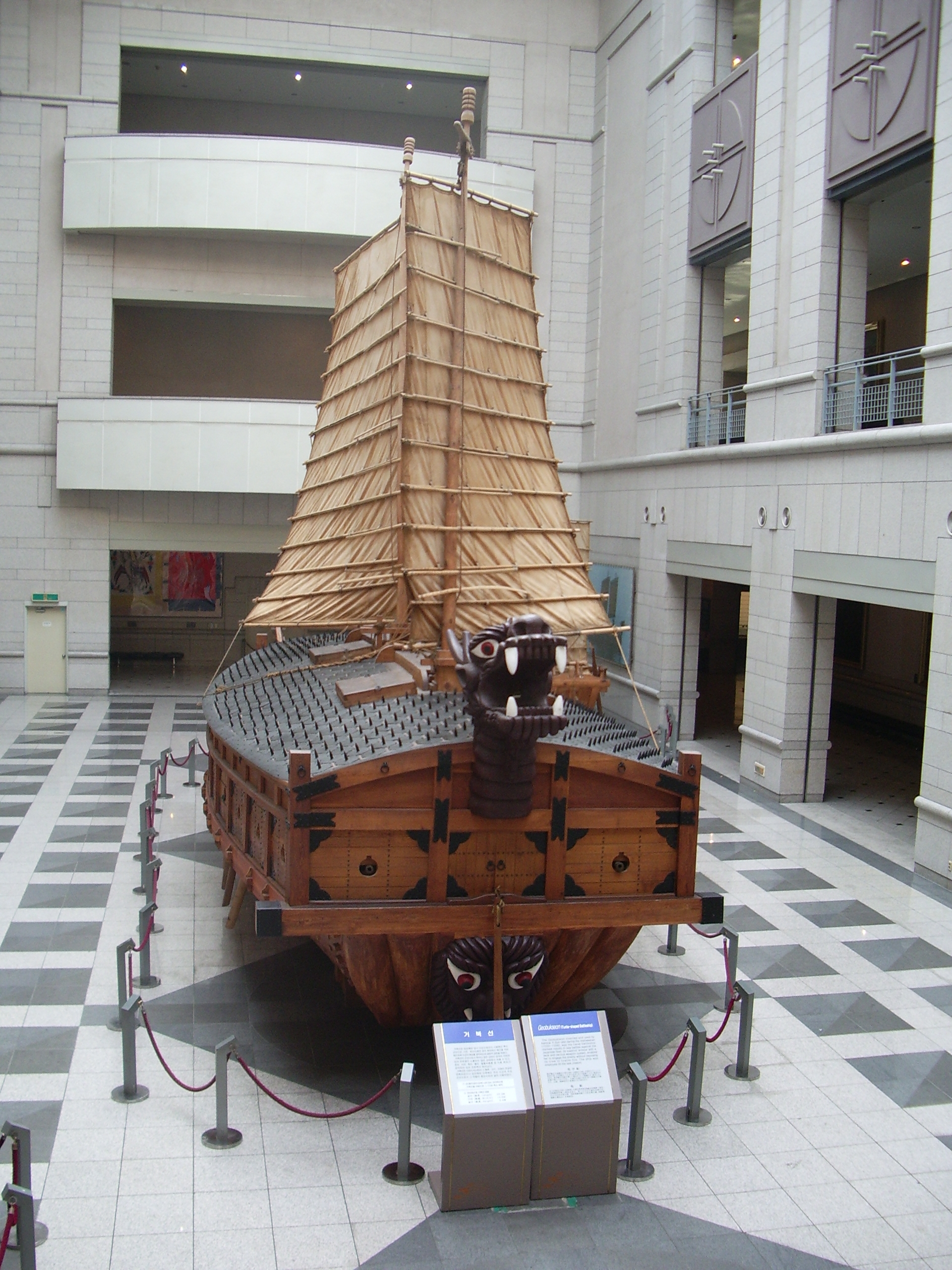
Autre vue avec le pont hérissé de pointes.

Le bateau tortue (en coréen : Keobuk-Seon 거북선 ) est un navire de guerre coréen utilisé notamment pendant la guerre d'Imjin en 1592, lors de la bataille de Sacheon contre une attaque japonaise.
La première mention d'un bateau tortue se trouve, en effet, dans Annales de la dynastie Joseon de 1415, où l'on parle du combat entre l'un d'entre eux et un navire japonais. Cependant, ce type de navire semble être oublié jusqu'à ce qu'il soit redécouvert et affiné par Yi Sun-sin, célèbre amiral et héros national coréen.

## Histoire

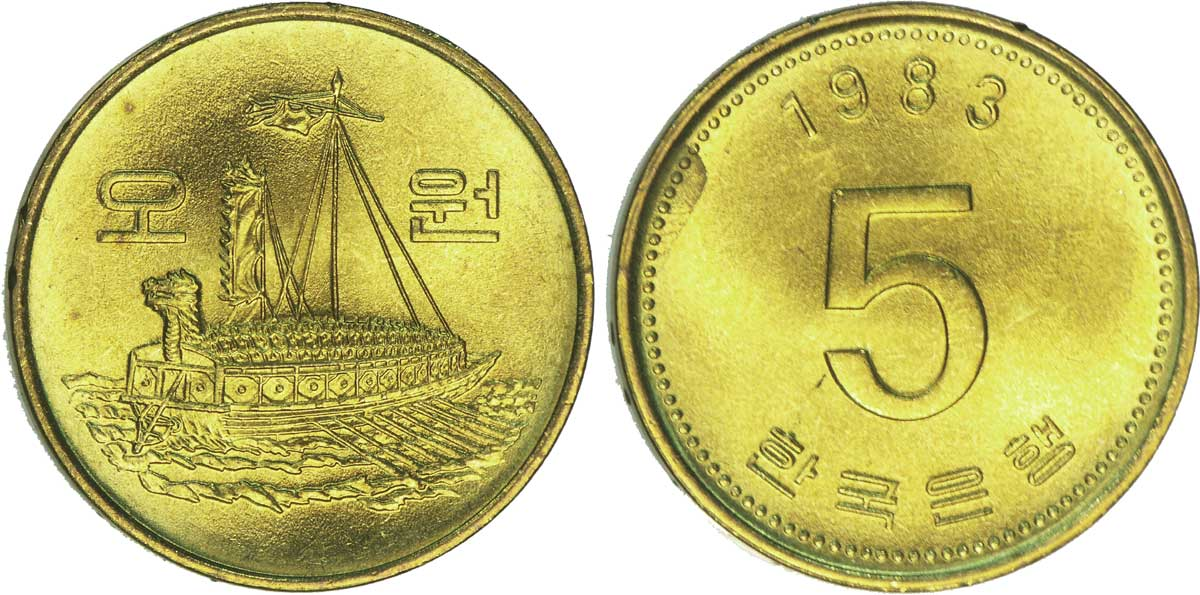
Pièce de 5 won (Corée du Sud) représentant le Geobukseon (bateau tortue), 1983. Le bateau tortue est un navire de guerre coréen inventé par l’amiral Yi Sun-sin en 1598. Utilisé pour défendre la Corée contre une attaque japonaise, il est le premier cuirassé de haute mer de l’histoire.

À cette époque, la Corée possède une flotte de guerre depuis déjà deux siècles. Elle avait été constituée afin d'éliminer la menace des pirates japonais, et a toujours été entretenue par la suite. Cette marine se tenait à jour des progrès techniques et était notamment équipée de diverses armes à feu. Les principaux navires étaient les pan'ok-sòn, de gros navires pontés, lourds à la manœuvre. Ils avaient toutefois permis une évolution du combat marin : l'éperonnage et l'abordage pouvaient être avantageusement remplacés par le combat d'artillerie.
Pour défendre le pays contre les agressions japonaises, l'amiral Yi avait fait réparer et améliorer les 24 navires de l'escadre du Sud-Ouest. Il avait notamment fait effectuer des essais d'artillerie. Il entreprend un programme de réparation des fortifications des arsenaux, intensifie l'entraînement et prépare un navire d'un nouveau type. Ce navire, dont les plans ont été perdus, a été le premier cuirassé de haute mer de l'histoire navale, deux siècles et demi avant la Gloire, lancée en 1859 à Toulon. Navire à voile lorsqu'il naviguait, il escamotait ses mâts lors des combats dans des logements protégés et marchait alors à la rame. Long d'une trentaine de mètres pour une dizaine de large, il était très manœuvrable et bien dessiné, il était plus rapide que les navires japonais grâce à ses douze rames opérées verticalement par 80 marins, ce qui lui donnait un avantage immédiat sur les lourds et maladroits navires japonais. Il était armé de douze pièces d'artillerie de chaque côté du navire, servis par 45 canonniers, faisant feu par des sabords ouverts dans la cuirasse en bois et vingt-deux meurtrières permettaient la mise en œuvre de mousquets, fusées incendiaires et flèches à feu. Quant à sa figure de proue en forme de tête de dragon, elle aurait servi à la diffusion de gaz de combat en répandant fumées et gaz délétères et suffocants produits par la combustion de soufre et de salpêtre, servant en même temps de brouillard artificiel. Elle était en outre renforcée d'un rostre permettant l'éperonnage, et équipée de deux sabords blindés abritant des pièces de chasse de bon calibre. Ses flancs, protégés et blindés, étaient équipés de dispositifs anti-abordage comme son pont recouvert de pointes de fer, et anti-éperonnage.
En mai 1592, l'amiral Yi avec une flotte d'une cinquantaine de navires dont une demi-douzaine de Keobuk-Seon défait sévèrement la flotte japonaise lors de la bataille de Sacheon (1592), coulant ou capturant les treize navires japonais. Cinq ans plus tard, en octobre 1597, les Japonais tentent une nouvelle invasion de la Corée mais l'amiral Yi avec seulement douze navires tortues inflige une nouvelle défaite à la marine japonaise, détruisant 130 navires sur 330 sans perdre aucun des siens. L'amiral coréen infligera ainsi, grâce à ses bateaux-tortues et à une meilleure artillerie de bord, une dizaine de défaites navales aux Japonais. Il perdra la vie lors de la dernière le 19 novembre 1598.

## Le navire de nos jours
Les plans originaux de l'amiral Yi Sun-sin ont été perdus. Cependant, il est possible de voir une reproduction d'un bateau tortue grandeur nature, au Mémorial de la guerre, à Séoul.
On peut également l'admirer au combat dans :
- Immortal Admiral Yi Sun-sin (2004), feuilleton télévisé sud-coréen ;
- Kangchi The Beginning (2013), série de Netflix ;
- Hansan : La Bataille du dragon (한산: 용의 출현, 2022), film sud-coréen de Kim Han-min.

## Dans la culture populaire

### Cinéma
Les bateaux tortue peuvent être aperçus dans des films sud-coréens tels que :
- La trilogie de Yi Sun-sin :
  - The Admiral: Roaring Currents (명량: 회오리바다) de Kim Han-min, sorti en 2014 ;
  - Hansan : La Bataille du dragon (한산: 용의 출현) de Kim Han-min, sorti en 2022 ;
  - Noryang (노량: 죽음의 바다) de Kim Han-min, sorti en 2023.

### Jeux vidéo
- Age of Empires II: The Conquerors (2000), jeu vidéo de stratégie en temps réel où le bateau tortue est une unité de guerre utilisable avec la civilisation des « coréens », que l'on utilise dans la campagne coréenne de la guerre d'Imjin.
- Empires : L'Aube d'un monde nouveau (2003), jeu vidéo de stratégie en temps réel où le bateau tortue est une unité de guerre utilisable avec la civilisation des « coréens », que l'on utilise également dans la campagne coréenne de l'Amiral Yi Sun-sin.
- Civilization V (2010), où le bateau tortue est une unité navale exclusive à la civilisation coréenne.
- Humankind (2021), représentant le bateau tortue sous son nom coréen Keobukseon étant l'unité exclusive de la culture Joseon présente dans l'ère moderne.